# Riksteatern Crea
Riksteatern Crea, tidigare Riksteaterns Tyst Teater, är den främsta svenska professionella teatern för döva, skådespelare såväl som publik, med omfattande turnéverksamhet. Teatern har säte och hemmascen i Norsborg i Botkyrka kommun. Riksteatern Crea är en del av Riksteatern.

## Bakgrund och verksamhet
Verksamheten startades som en fri teatergrupp av en grupp studenter vid Västanviks folkhögskola 1970 och turnerade sedan under flera år med specialutformade föreställningar med mycket visuella uttryck och teckenspråk. Genom ett regeringsbeslut 1977 blev ensemblen en egen del inom Riksteatern med nya, stabilare verksamhetsförhållanden och ett väl inarbetat rikstäckande nät av arrangörer, och därmed blev Riksteatern Crea en officiell nationell institution och fick möjlighet att nå ut till en betydligt större publikkrets av både döva och hörande, vuxna som barn och unga. 1993 förmådde teatern få Teaterhögskolan i Stockholm att starta landets första professionella utbildning av döva skådespelare parallellt med dess ordinarie teaterutbildningar. 2008 startades en utvidgad verksamhet med Unga Tyst teater, Open Sign, som 2010 utvecklades till ett nationellt och internationellt samlande centrum för dövscenkonst i samverkan med lokala initiativ, (amatör)verksamheter och utbildningar för att stödja en vidare utveckling av denna speciella sorts scenkonst, som med åren alltmer utvecklats till en helt egen genre med eget formspråk och vunnit allt större intresse från en bredare publik.
Riksteatern Crea samarbetar också med hörande skådespelare, artister och ensembler och turnerar flitigt världen över med sina produktioner. 1989 deltog man initialt i den stora internationella kulturfestivalen för döva, Deaf Way, i Washington D.C. i USA med Lars Noréns drama Modet att döda. 2007 gjorde man en stor internationell samproduktion af Odysseen med norska Teater Manu och den svenska nycirkusen Cirkus Cirkör med teater, cirkus, film och teckenspråk. Föreställningen Ett skakigt äventyr genomfördes i samarbete med Tekniska museet och hade premiär den 20 november 2010. I museets biograf Cino4 med rörliga stolar, vindpustar och vattensprut fick en dövblind publik uppleva fyra vänners resa till Egyptens pyramider, Indiens folkmyller och Hawaiis stränder.
Konstnärlig ledare för Riksteatern Crea är sedan 2019 Mindy Drapsa. I samband med 50-årsjubileet den 21 november 2020 bytte teatern namn från Riksteaterns Tyst Teater till Riksteatern Crea.
1997 fick Riksteatern Crea för sitt arbete utmärkelsen Sveriges teaterkritikers stora pris för ”nyskapande eller på annat sätt betydande insats i svenskt teaterliv”. 2025 tilldelades Riksteatern Crea det prestigefyllda internationella priset Zero Project Award för sitt arbete med att stärka dövkulturen och döva människors rättigheter i Sverige.
2025 satte Riksteatern Crea upp föreställningen Spöket på Canterville, en adaption av Oscar Wildes klassiker med samma namn. I samarbete med Lunds universitet utvecklades en avatar som kunde stå och teckna på scen i realtid. Detta med hjälp av motion capture-teknik och 3D-grafik. Riksteatern Crea blev därmed först i världen med att använda den här sortens teknik på en teaterscen, och SVT gjorde en dokumentär där tittarna får följa med bakom kulisserna på vad de beskriver som en "teaterrevolution".